# Nowsar
Nowsar (persiska: نوسر) är en ort i Iran.   Den ligger i provinsen Mazandaran, i den norra delen av landet, 90 km öster om huvudstaden Teheran. Nowsar ligger 1 861 meter över havet och antalet invånare är 471.
Terrängen runt Nowsar är bergig åt nordväst, men åt sydost är den kuperad.Runt Nowsar är det ganska tätbefolkat, med 149 invånare per kvadratkilometer. Närmaste större samhälle är Rīneh, 18,8 km sydväst om Nowsar. Trakten runt Nowsar består i huvudsak av gräsmarker.